# Debreceni Egyetem
A Debreceni Egyetem (röviden: DE) Magyarországon, Debrecen városában működő, közfeladatot ellátó, közérdekű vagyonkezelő alapítvány által fenntartott felsőoktatási intézmény. A korábbi Kossuth Lajos Tudományegyetem, a Debreceni Orvostudományi Egyetem (röviden: DOTE), a Debreceni Agrártudományi Egyetem és a hajdúböszörményi Wargha István Pedagógiai Főiskola integrációjával jött létre 2000. január 1-jén.
A HVG 2021-es felsőoktatási rangsora szerint a Debreceni Egyetem a 4. legjobb egyetem Magyarországon.

## Története

### Az alapítástól az első világháborúig
A debreceni felsőoktatás gyökerei a Református Kollégiumba nyúlnak vissza, melyet 1538-ban alapítottak, s amelyben már felsőoktatás folyt három karon. Mivel a Parlament 1912-ben megalapította a Debreceni Magyar Királyi Tudományegyetemet, amelyhez a továbbiakban hozzátartozott a Református Hittudományi Kar, ezért a Református Kollégiumot lehet tekinteni az egyetem jogelődjének. Így a Kollégium jogfolytonosságát tekintve Magyarország legrégebbi folyamatosan működő felsőoktatási intézménye.
A magyar törvényhozás az 1912. évi XXXVI. törvénycikkel hozta létre a Debreceni Magyar Királyi Tudományegyetemet öt karral (Református Hittudományi Kar, Jog- és Államtudományi Kar, Orvostudományi Kar, Bölcsészet-, Nyelv- és Történettudományi Kar, valamint Mennyiség- és természettudományi Kar), amely azonban csak két évvel később, 1914-ben kezdte meg működését három karral.
Az új felsőfokú intézmény hallgatóit kezdetben a Református Kollégium falai között fogadta, ami hamar szűkösnek bizonyult. Debrecen városa a Nagyerdőn hatalmas, 80 hold területet ajándékozott az egyetemnek, emellett az építkezésekre 5 millió, a klinikai kórházak létrehozásához pedig további 3 millió koronát és 25 hold területet adományozott, így 1918. október 23-án IV. Károly felavathatta az újonnan alapított Orvostudományi Kar központi épületét.

### A két világháború között
1921-ben az egyetem felvette az alapításában kiemelkedő szerepet játszó egykori miniszterelnök, az 1918-ban merénylet áldozatává vált Tisza István nevét, így az egyetem neve Debreceni Magyar Királyi Tisza István Tudományegyetemre változott. Az egyetem központi épületének alapkő-letételi ünnepségét 1927. június 3-án tartották, és 1932-ben avatták fel az egyetem központi épületét, mely a Parlament és a Budavári Palota építése után az ország harmadik legnagyobb beruházása volt. Felépítésében kulcsszerepet játszott gróf Klebelsberg Kunó kultuszminiszter. A Főépület építése mintegy négy esztendeig tartott, de a terveknek így is csupán az egyharmadát sikerült megvalósítani. Az épület tervezője Korb Flóris, kivitelezője Stégmüller Árpád debreceni építőmester volt. Az épület 6200 négyzetméteres, homlokzata 108 méter széles, mélysége 88 méter. Központja a 29 méter magas, 700 négyzetméter üvegtetővel fedett Díszudvar.

### 1945 és 1990 között
Az egyetem 1945-ig viselte Tisza István nevét, ezután Debreceni Tudományegyetemként működött tovább. A miniszterelnök emlékművét az egyetemi ifjúság döntötte le talapzatáról 1945. április 23-án. Kisfaludi Stróbl Zsigmond Tisza István szobrát több mint 50 évvel később állították fel újra, a felújított szobrot 2000. október 31-én avatták fel ismét, bár az eredeti helyétől kissé távolabb, mert időközben ott egy másik alkotást helyeztek el. A szobor 2016. október 31-én, a miniszterelnök ellen elkövetett halálos merénylet (Budapest, 1918. október 31.) évfordulóján a Hallgatói Önkormányzat kérésére került az egyetem Főépülete elé.
A második világégés utáni periódus nagy változások ideje volt az egyetem életében is. A Debreceni Gazdasági Akadémiát a budapesti központtal létrehozott agrártudományi egyetem Mezőgazdaságtudományi Karának debreceni osztályává szervezték át. 1949-ben ítélték halálra az agrárképzést (melyet 1953-ban indítottak újra), ekkor szüntették meg a jogi kart, ekkor vált le az egyetemről a Református Hittudományi Kar és ekkor hozták létre a Természettudományi Kart. 1952-ben, Kossuth Lajos születésének 150. évfordulóján az egyetem felvette Kossuth nevét, így Kossuth Lajos Tudományegyetem néven működött tovább. 1954-ben az MTA létrehozta az Atommagkutató Intézetet, mely otthont ad a természettudományos kutatásoknak is.
A hatvanas években jelentős építkezések folytak az egyetem területén: felépült a Tóthfalusi Sándor Kollégium (1965) és a hatemeletes Kémiai Épület (1969), melyet a rohamosan fejlődő természettudományi képzés hívott életre. 1970-ben jött létre az Agrártudományi Egyetem, a Debreceni Agrártudományi Főiskola és a Szarvasi Felsőfokú Mezőgazdasági Technikum egyesítésével. Egy évvel később (1971) megkezdte működését az Óvónőképző Főiskola Hajdúböszörményben. (Ez a kilencvenes évektől Wargha István Pedagógiai Főiskolaként folytatja tovább működését.) Újabb egy év elteltével már az Ybl Miklós Építőipari Műszaki Főiskola is megkezdte működését, csakúgy, mint a Liszt Ferenc Zeneművészeti Főiskola Debreceni Konzervatóriuma.

### A rendszerváltás után

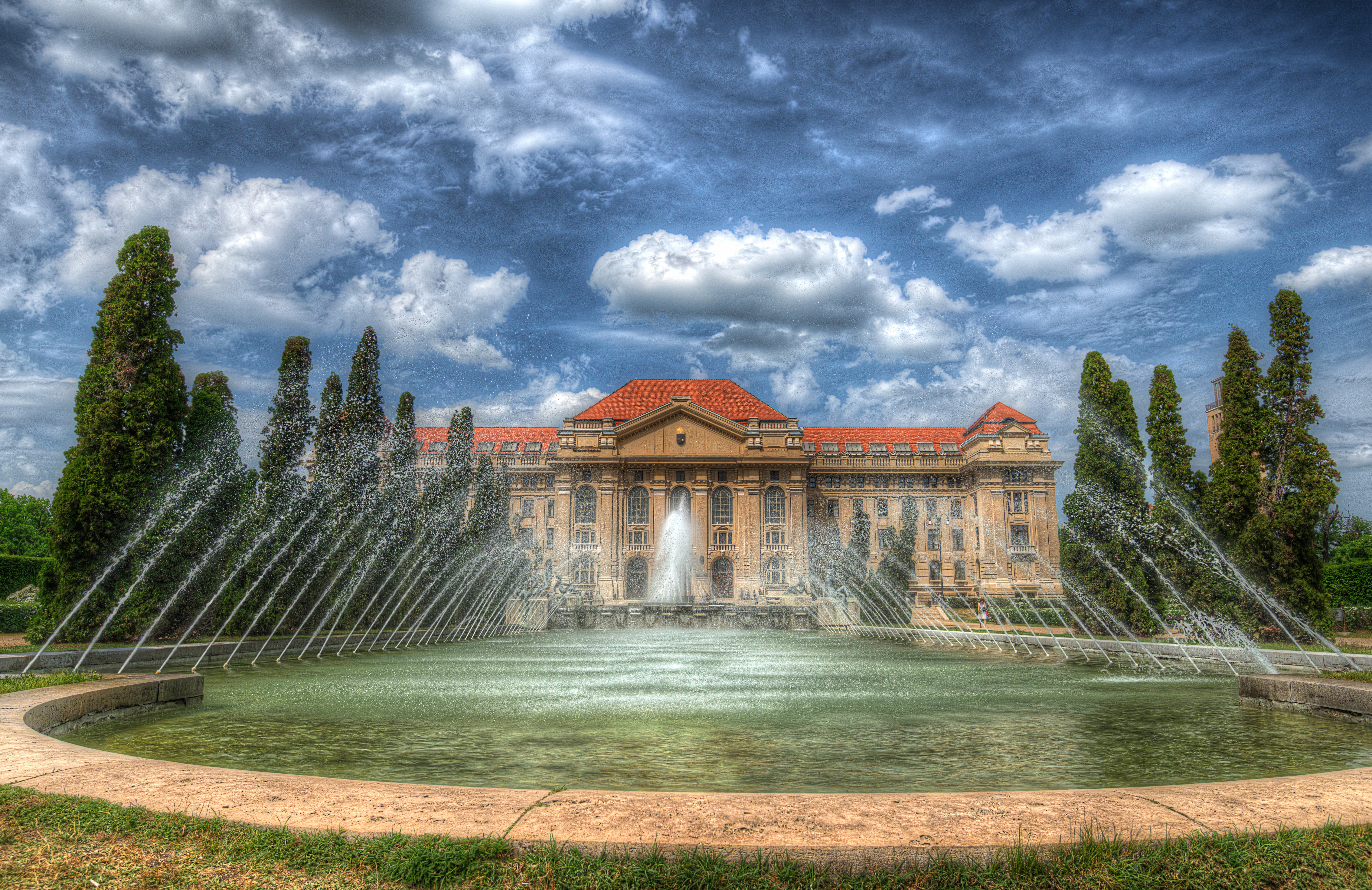
Az 1932-ben felavatott ötszintes egyetemi főépület, amelyet Korb Flóris tervezett gazdagon díszítve neobarokk stíluselemekkel

Az 1990-es évek újabb változásokat hoztak az egyetem életében: megalakult Nyíregyházán a Debreceni Orvostudományi Egyetem Egészségügyi Főiskolai Kara, 1993-ban pedig az egyetem megkapta a Kassai úti volt szovjet laktanyát, amit ma Kassai úti campusként ismerünk (itt található a kollégiumok közül a Campus Hotel, a Sportuszoda, itt tanulnak a jogászok, az informatikusok, a Népegészségügyi Kar hallgatói, itt található a Lovarda, az egyetemisták kedvelt szórakozóhelye stb.).
2000. január 1-jén nyolc (öt egyetemi és három főiskolai) karral, négy önálló intézettel és három agrárkutatói intézettel megalakult a Debreceni Egyetem, amely ma 14 karral működik, ezzel az ország legtöbb karral rendelkező, legnagyobb hallgatói létszámú és költségvetésű (csaknem 200 milliárd Ft/év) felsőoktatási intézménye, amely több,mint 30000 hallgatót tudhat magáénak, amelyből közel 8000 külföldi hallgatóval magasan az első az országban e tekintetben.  A 2017/18-as tanévben a 14 kar 189 tanszéke 69 akkreditált alap- és 83 mesterszakon, 6 osztatlan mesterképzési szakon, 14 felsőoktatási szakképzésen, valamint 196 szakirányú továbbképzési szakon kínál képzési lehetőséget a hallgatóknak.
A nemzeti felsőoktatási törvény módosítását követően (2014. évi XXXVI. törvény 19.) a Debreceni Egyetemen is bevezették 2014-ben a kancelláriarendszert. A kancellár felel a gazdálkodási intézkedések és javaslatok előkészítéséért, végrehajtásáért, feladata kiterjed a felsőoktatási intézmény gazdasági, pénzügyi, kontrolling, belső ellenőrzési, számviteli, munkaügyi, jogi, igazgatási, informatikai tevékenységére, az intézmény vagyongazdálkodására, ideértve a műszaki, létesítményhasznosítási, üzemeltetési, logisztikai, szolgáltatási, beszerzési és közbeszerzési ügyeket. A kancellár felett a munkáltatói jogokat a miniszter gyakorolja.
A Debreceni Egyetem első kancellárja Bács Zoltán, aki 2014. november 15-től négy évre kapott megbízást a minisztertől, majd 2017 novemberétől újabb öt évre bízták meg a kancellári feladatokkal. Bács Zoltán egyetemi tanár a gazdaságtudomány területén, korábban az Agrár- és Gazdálkodástudományok centrumának elnökhelyettese, 2011-től a Debreceni Egyetem gazdasági főigazgatója, majd kancellárja. A Debreceni Egyetem költségvetése Bács Zoltán 2014-es kancellári kinevezése óta 82 milliárd forintról több, mint 200 milliárd forintra nőtt.
A nemzeti felsőoktatási törvény 2016-os változását (2016. évi CXIII. törvény 1. §. Hatályos: 2016. XI. 5-től) követően nyílt meg a lehetőség arra, hogy a Kenézy Gyula Kórház és Rendelőintézet a Debreceni Egyetem fenntartásába kerüljön, és egyetemi kórházként folytassa működését. Ezzel 2017-től kezdődően az ország legnagyobb betegellátó intézménye (közel 3000 betegágy) jött létre az év elején Debrecenben. Az egyetemi kórházzá válást a felsőoktatási törvény 2016. november 4-i módosítása tette lehetővé. A Kenézy 2017. január 1-től került az egyetem fenntartásába, majd július 1-től lett egyetemi kórház, melynek szakmai munkáját Egészségügyi Irányító Testület (EIT) végzi.
Az egyetem portálja az unideb.hu, a legfrissebb információk pedig a hirek.unideb.hu oldalon olvashatók. Az egyetem legrégebbi újságja az Egyetemi Élet, a hallgatók legnagyobb online médiuma a Facebook és a dehok.unideb.hu. Az intézmény hivatalos youtube csatornáján pedig a Debreceni Egyetem Multimédia és E-learning Technikai Központ által készített intézményi PR filmek, eseményközvetítések érhetők el.

#### Egyetemi arculat
A Debreceni Egyetem 2000-es integrációját követően az intézmény azonosítására a gerundiumot használták. A 2001-es keltezésű arculati kézikönyv a logóról a következőket írta: Az egyetemi tisztségek viselői előtt az ünnepélyek alkalmával a felhatalmazottság jeléül készült botot is vittek.
Ezen botok eredete és mintája a kollégiumi diákok egykor tűzoltáskor használt gerundiuma. A boton, a felső részen lévõ bunkó tetején kis bronzszobor van, amely az egyetem egészét, illetve az egyes karokat jelképezik. A rektori boton a Debrecen város (egyben a magyarországi református egyház) címerében látható zászlós bárány van. A többi kar gerundiumán a kar által választott, megfelelő jelképek láthatók.
Az egyetemi arculat 2017-es megújításakor az intézmény a nemzetközi trendekhez igazodva, a korábbi arany és zöld színvilághoz illeszkedő címert kapott. Erről az intézmény Szenátusa 2017 májusában döntött.

#### Egyetemi sport
A Debreceni Egyetemi Atlétikai Club (DEAC) a Debreceni Magyar Királyi Tudományegyetem 1919-ben alapított sportklubja. Elődje az 1906-ban alapított Debreceni Akadémiai Atlétikai Club. Székhelye Debrecenben található, központja az 1926-ban épített Dóczy József utcai sporttelep, illetve a Sporttudományi Oktatóközpont. A sportegyesületnek 2017-ben 16 szakosztálya működött, 1000 igazolt sportolóval, akik zömében a Debreceni Egyetem hallgatói és oktatói.
1907-ben alakult a debreceni agrár-felsőoktatás első sportegyesülete. A Debreceni Gazdasági Akadémiai Sport Egylet (D.GASE) hat szakosztállyal: atlétika, vívás, torna, játék (labdarúgás, teke), tenisz, lövészet kezdte meg működését. A DASE csapatai a labdajátékokban számtalanszor jutottak a főiskolai bajnokságok döntőjébe. Kiemelkedő volt a férfi röplabdacsapat aranyérme 1958-ban, és a kézilabdások két ezüstérme. 1978-ban létrejött a Debreceni Universitas Sport Egyesület (DUSE), amely automatikusan a DEAC és a DASE átmeneti megszűnését jelentette. Az agráros hallgatók sportolási lehetőségeinek biztosítására 1988-ban újjáalakult a sportegyesület, DASE Diáksport Egyesület néven. 2006-ban megalakult a Debreceni Egyetem valamennyi karának minőségi sportját magában foglaló új egyesület: a DEAC Sport Kft., amelynek keretében egyaránt sportolhat az egyetem valamennyi hallgatója, oktatója és dolgozója.

#### Egyetem és köznevelés
A Debreceni Egyetem két óvoda és két iskola fenntartásával vesz részt a köznevelésben. Az intézmények mindegyike nagy múlttal rendelkezik, ahol a gyermekközpontúságra alapozva a minőségi szakmai munka kerül előtérbe. Az intézmények közül három gyakorlóintézmény vezető pedagógusaival segíti az egyetem pedagógusképzését. A DE Óvodája elsősorban az egészséges életmód értékeire épülő környezettudatos magatartásra, valamint a tehetséggondozásra építve látja el az óvodások nevelését. A DE Gyakorló Óvodája a gyermekek sokoldalú fejlesztését, a szociális, kulturális hátrányokkal küzdő gyermekek felzárkóztatását szem előtt tartva az óvodapedagógus hallgatók gyakorlati munkára való felkészítésében vesz részt. DE Kossuth Lajos Gyakorló Gimnáziuma és Általános Iskolája nagy hangsúlyt fektet az általános iskolai tanulók magas színvonalú alapképzésére, valamint a felsőfokú tanulmányokra felkészítésre, a tehetséggondozásra, emellett az Intézmény a felsőoktatáshoz kapcsolódva tanárjelölt hallgatók gyakorlati oktatásában vesz részt. A DE Balásházy János Gyakorló Középiskolája és Kollégiuma többcélú intézményként a környezettudatosságra neveléssel, a tehetséggondozás, a felzárkóztatás megszervezésével vesz részt a gimnáziumi, a szakgimnáziumi, a szakközépiskolai, valamint a kollégiumi feladatok ellátásában, valamint a tanár szakos hallgatók gyakorlati munkájának segítésében.

#### Hallgatói élet a Debreceni Egyetemen
A Debreceni Egyetem nevéhez fűződik a minden év júliusában megrendezett Campus Fesztivál. Az intézmény meglévő és leendő hallgatói számára nem csupán szórakozást, hanem játékos tanulást is jelent a napjainkra már százezres látogatót vonzó program, amely 2007 óta a Nagyerdőn várja a fesztiválozókat. A fesztivál okos helyszíne, az egyre növekvő területen kiállító „Egyetem Tér”.
A Debreceni Egyetem dicsekedhet az ország legnagyobb hallgatói klubjával. A színvonalas programoknak, koncerteknek helyet adó HALL-t 2015 őszén adták át a Nagyerdei Stadionban.
Hagyományteremtő céllal rendezte meg 2016-ban a Debreceni Egyetem az ország első tanévnyitó stadionshow-ját a Nagyerdei Stadionban. Az egyetemi polgároknak szóló rendezvény az intézmény közösségéhez való tartozást hivatott bemutatni. Az első telt házas eseményt követően 2017-ben is megtöltötték a lelátókat az egyetem hallgatói, oktatói és dolgozói, húszezren köszöntötték látványos show-val az induló tanévet.

## Az egyetem rektorai

### Debreceni Magyar Királyi Tudományegyetem (1914–1951)
- 1914/15. Kiss Ferenc
- 1915/16. haraszti Bernolák Nándor
- 1916/17. Láng Nándor
- 1917/18. simai Erdős József
- 1918/19. Kiss Géza
- 1919/20. simándi Kenézy Gyula
- 1920/21. Pokoly József
- 1921/22. Sass Béla
- 1922/23. Teghze Gyula
- 1923/24. Orsós Ferenc
- 1924/25. Pap Károly
- 1925/26. Lencz Géza
- 1926/27. Illyefalvy Vitéz Géza
- 1927/28. Verzár Frigyes
- 1928/29. Darkó Jenő
- 1929/30. Csánki Benjámin
- 1930/31. Szentpéteri Kun Béla
- 1931/32. Neuber Ede
- 1932/33. Rugonfalvi Kiss István
- 1933/34. Varga Zsigmond
- 1934/35. Tóth Lajos
- 1935/36. Benedek László
- 1936/37. illyefalvi Tankó Béla
- 1937/38. Csikesz Sándor
- 1938/39. Bacsó Jenő
- 1939/40. Hüttl Tivadar
- 1940/41. Mitrovics Gyula
- 1941/42. Kállay Kálmán
- 1942/43. szepesváraljai Haendel Vilmos
- 1943/44. Bodnár János
- 1944/45. (I. félév) Hankiss János
- 1944/45. (II. félév) Bodnár János (rektorhelyettes)
- 1945/46. simai Erdős Károly
- 1946/47. pilismaróti Bozóky Ferenc
- 1947/48. Fornet Béla
- 1948/49. Pukánszky Béla
- 1949/50. Kettesy Aladár
- 1950/51. Juhász Géza

### Kossuth Lajos Tudományegyetem (1951–1999)
- 1951/1954. Bognár Rezső
- 1954/55. Kádár László
- 1955/56. Varga Zoltán
- 1956/57. Varga Zoltán, majd január 16-tól Barta János
- 1957/59. Jausz Béla
- 1959/63. Sulán Béla
- 1963/66. Szarvas Pál
- 1966/73. Rapcsák András
- 1973/75. Bognár Rezső
- 1975/81. Kónya István
- 1981/86. Csikai Gyula
- 1986/87. Csikai Gyula, majd január 1-től Beck Mihály
- 1987/90. Daróczy Zoltán
- 1990/93. Lipták András
- 1993/95. Abádi Nagy Zoltán
- 1995/99. Bazsa György (1999. december 31-ig)

### Debreceni Orvostudományi Egyetem (1957–1999)
- 1957/59. Kulin László
- 1959/63. Kesztyűs Loránd
- 1963/67. Juhász Pál
- 1967/73. Kesztyűs Loránd
- 1973/79. Szabó Gábor
- 1979/85. Karmazsin László
- 1985/91. Leövey András
- 1991/95. Gergely Lajos
- 1995/99. Muszbek László
- 1999. Fésüs László (július 1-től december 31-ig)

### Debreceni Egyetem (2000–)
- 2000/2001. Fésüs László (2000. január 1-től)
- 2001/2002. Győry Kálmán
- 2002/2003. Nagy János
- 2003/2004. Imre László
- 2004/2007. Nagy János
- 2008/2010. Fésüs László
- 2010/2013. Fábián István
- 2013/ Szilvássy Zoltán[20]

## Karok és szakok
| Kar                                                             | Rövidítés | Alapítva | Megszűnt | Dékán                                         |
| --------------------------------------------------------------- | --------- | -------- | -------- | --------------------------------------------- |
| Állam- és Jogtudományi Kar                                      | ÁJK       | 1742     | 1949     | -                                             |
| Állam- és Jogtudományi Kar                                      | ÁJK       | 1996     |          | Prof. Dr. Szikora Veronika Tünde              |
| Általános Orvostudományi Kar                                    | ÁOK       | 1918     |          | Prof. Dr. Mátyus László                       |
| Bölcsészettudományi Kar                                         | BTK       | 1912     |          | Prof. Dr. Keményfi Róbert                     |
| Egészségtudományi Kar                                           | EK        |          |          | Dr. habil Móré Marianna                       |
| Fogorvostudományi Kar                                           | FOK       | 2003     |          | Dr. Bágyi Kinga Ágnes                         |
| Gazdaságtudományi Kar                                           | GTK       | 2014     |          | Prof. Dr. habil Fenyves Veronika              |
| Gyermeknevelési és Gyógypedagógiai Kar                          | GYGYK     |          |          | Dr. Gortka-Rákó Erzsébet                      |
| Gyógyszerésztudományi Kar                                       | GYTK      | 2003     |          | Dr. Kovácsné Prof. Dr. Bácskay Ildikó Katalin |
| Informatikai Kar                                                | IK        | 2003     |          | Prof. Dr. Hajdu András                        |
| Mezőgazdaság-, Élelmiszertudományi és Környezetgazdálkodási Kar | MÉK       | 1953     |          | Prof. Dr. Stündl László                       |
| Műszaki Kar                                                     | MK        |          |          | Prof. Dr. Husi Géza                           |
| Természettudományi és Technológiai Kar                          | TTK       | 1949     |          | Prof. Dr. Kun Ferenc                          |
| Zeneműveszeti Kar                                               | ZK        | 1966     |          | Dr. Lakatos Péter István                      |

### Állam- és Jogtudományi Kar
Kezdeteit a 18.századig vezeti vissza.
1996-ban alakította újjá az egyetem KLTE Állam- és Jogtudományi Intézetét a DAB Állam- és Jogtudományi Munkabizottsága.
Viszont ezt követően még több évig bizonytalan volt a jogi képzés elismerése. 2002. szeptember 1-jétől hatályos végleges szakindítási engedélyt kapott,majd a Debreceni Egyetem jogászképzése az oktatási miniszter 36.946/2002. számú intézkedésével 2002. szeptember 1-jétől hatályos végleges szakindítási engedélyt kapott, s ezzel megszűnt a képzés elismerésének több éves bizonytalansága. A felsőoktatási intézmények karainak felsorolásáról szóló 209/1999. (XII. 26.) Korm. rendelet módosításáról intézkedő 19/2003. (II. 19.) Korm. rendelet megjelenésével megszületett a döntés a Debreceni Egyetem Állam-és Jogtudományi Karának létrehozásáról is.
- igazgatásszervező
- jogász

### Általános Orvostudományi Kar
- orvosi laboratóriumi és képalkotó diagnosztikai analitikus
- általános orvos
- molekuláris biológia
- táplálkozástudomány

### Bölcsészettudományi Kar
- andragógia
- anglisztika
- germanisztika – néderlandisztika szakirány
- germanisztika – német szakirány
- kommunikáció és médiatudomány
- magyar
- néprajz
- pedagógia
- politológia
- pszichológia
- romanisztika – francia szakirány
- romanisztika – olasz szakirány
- szabad bölcsészet
- szlavisztika – orosz szakirány
- szociális munka
- szociológia
- történelem

#### Felsőfokú szakképzések
- idegennyelvi kommunikátor
- intézményi kommunikátor
- sportkommunikátor

### Egészségügyi Kar
Nyíregyházára kihelyezett kar.
- ápolás és betegellátás – ápoló szakirány
- ápolás és betegellátás – mentőtiszti szakirány
- ápolás és betegellátás – szülésznő szakirány
- egészségügyi gondozás és prevenció – védőnő szakirány
- egészségügyi szervező
- szociális munka

### Fogorvostudományi Kar
- fogorvos

### Gazdaságtudományi Kar
- gazdálkodási és menedzsment (magyar és angol nyelven)
- gazdálkodási és vidékfejlesztési agrármérnöki
- informatikus és szakigazgatási agrármérnöki
- kereskedelem és marketing
- közszolgálati
- nemzetközi gazdálkodás
- pénzügy és számvitel
- sportszervező
- turizmus – vendéglátás

#### Felsőfokú szakképzés
- informatikai statisztikus és gazdasági vezető
- pénzügyi szakügyintéző
- számviteli szakügyintéző

### Gyermeknevelési és Gyógypedagógiai Kar
Hajdúböszörményben működő kar.
- andragógia
- csecsemő- és kisgyermeknevelő
- óvodapedagógus
- szociálpedagógia
- gyógypedagógia

#### Felsőfokú szakképzések
- csecsemő- és gyermeknevelő – gondozó
- ifjúságsegítő

### Gyógyszerésztudományi Kar
- gyógyszerész (új épületét 2024-ben adták át[38])

### Informatikai Kar
- gazdaságinformatikus
- informatikus könyvtáros
- mérnök informatikus
- programtervező informatikus

### Mezőgazdaság-, Élelmiszertudományi és Környezetgazdálkodási Kar
- állattenyésztő mérnöki
- élelmiszermérnöki
- kertészmérnöki
- környezetgazdálkodási agrármérnöki
- lótenyésztő, lovassport szervező agrármérnöki
- mezőgazdasági mérnöki
- növénytermesztő mérnöki
- természetvédelmi mérnöki
- vadgazda mérnöki

#### Felsőfokú szakképzések
- energetikai mérnökasszisztens
- gyógynövény- és fűszernövénytermesztő és -feldolgozó
- hulladékgazdálkodási technológus
- logisztikai műszaki menedzserasszisztens
- ménesgazda
- nemzetközi szállítmányozási és logisztikai szakügyintéző
- növénytermesztő és növényvédő technológus
- ökológiai gazdálkodó

### Műszaki Kar
BSc szakok:
- építészmérnöki
- építőmérnöki
- gépészmérnöki
- környezetmérnöki
- mechatronikai mérnöki
- műszaki menedzser

### Népegészségügyi Kar
- ápolás és betegellátás – gyógytornász szakirány
- ápolás és betegellátás – dietetikus szakirány
- egészségügyi gondozás és prevenció – népegészségügyi ellenőr szakirány
- népegészségügyi mesterképzés
- egészségpolitika mesterképzés
- egészségpszichológia mesterképzés

### Természettudományi és Technológiai Kar
- biológia
- biomérnöki
- fizika
- földrajztudomány
- földtudományi
- kémia
- környezettan
- matematika
- vegyészmérnöki
- villamosmérnöki

#### Felsőfokú szakképzések
- villamosmérnök asszisztens

### Zeneművészeti Kar
- alkotóművészet és muzikológia – szolfézs zeneelmélet-, zeneismeret – szakirány
- előadóművészet – egyházzene kórusvezetés-, orgona – szakirány
- előadóművészet – klasszikus ének-, fagott-, furulya-, fuvola-, gitár-, gordon-, gordonka-, harsona-, hegedű-, klarinét-, kürt-, mélyhegedű-, oboa-, orgona-, szaxofon-, trombita-, tuba-, ütőhangszer-, zongora-, zenekar és kórusvezető- szakirány

## Az intézménnyel kapcsolatos konfliktusok
2016-ban Isaszegi János nyugalmazott vezérőrnagy, a Nemzeti Közszolgálati Egyetem (NKE) címzetes egyetemi tanára, a HM Zrínyi Kiadó vezetője 2011-es, a Debreceni Egyetemen írt doktori munkájával kapcsolatban plágium gyanúja merült fel, de az egyetem vizsgálata nem igazolta a plágiumot.
2017 áprilisában a Debreceni Egyetem vezetése és kancellárja az akkor elfogadott, a Közép-európai Egyetemet (CEU) nehéz helyzetbe hozó felsőoktatásról szóló törvénymódosítás mellett foglalt állást, miközben a törvénymódosítás belföldön és külföldön is többekben visszatetszést keltett. Ennek részeként az egyetem vezetésével szemben az intézmény több oktatója nyílt levélben állt ki a CEU mellett.
2017 augusztusában az egyetem szenátusa díszpolgári címet szavazott meg Vlagyimir Putyin orosz elnöknek. Az egyetemi vezetés az orosz és a magyar kormány Paks II. projektjében a Debreceni Egyetemnek a szakember utánpótlás képzésében szánt jelentős szereppel indokolta a kitüntetést. Ezt többen nehezményezték.

## Rangsor
|                                      | 2012    | 2013 | 2014    | 2015    | 2016    | 2017     | 2018     | 2019     | 2020     | 2021     | 2022     | 2023      | 2024    |
| ------------------------------------ | ------- | ---- | ------- | ------- | ------- | -------- | -------- | -------- | -------- | -------- | -------- | --------- | ------- |
| Center for World University Rankings |         |      | 673     | 667     | 661     | 694      | 696      |          | 684      | 695      | 717      | 753       |         |
| HVG                                  |         |      |         |         |         |          |          | 3        | 5        |          | 4        | 4         | 3       |
| QS                                   | 601-650 |      | 601-650 | 601-650 | 601-650 | 651-700  | 651-700  | 601-650  | 601-650  | 521-300  | 591-600  | 651-700   | 671-680 |
| Times Higher Education               |         |      |         |         | 601-800 | 801-1000 | 801-1000 | 801-1000 | 801-1000 | 801-1000 | 801-1000 | 1001-1200 | 601-800 |

## Képgaléria

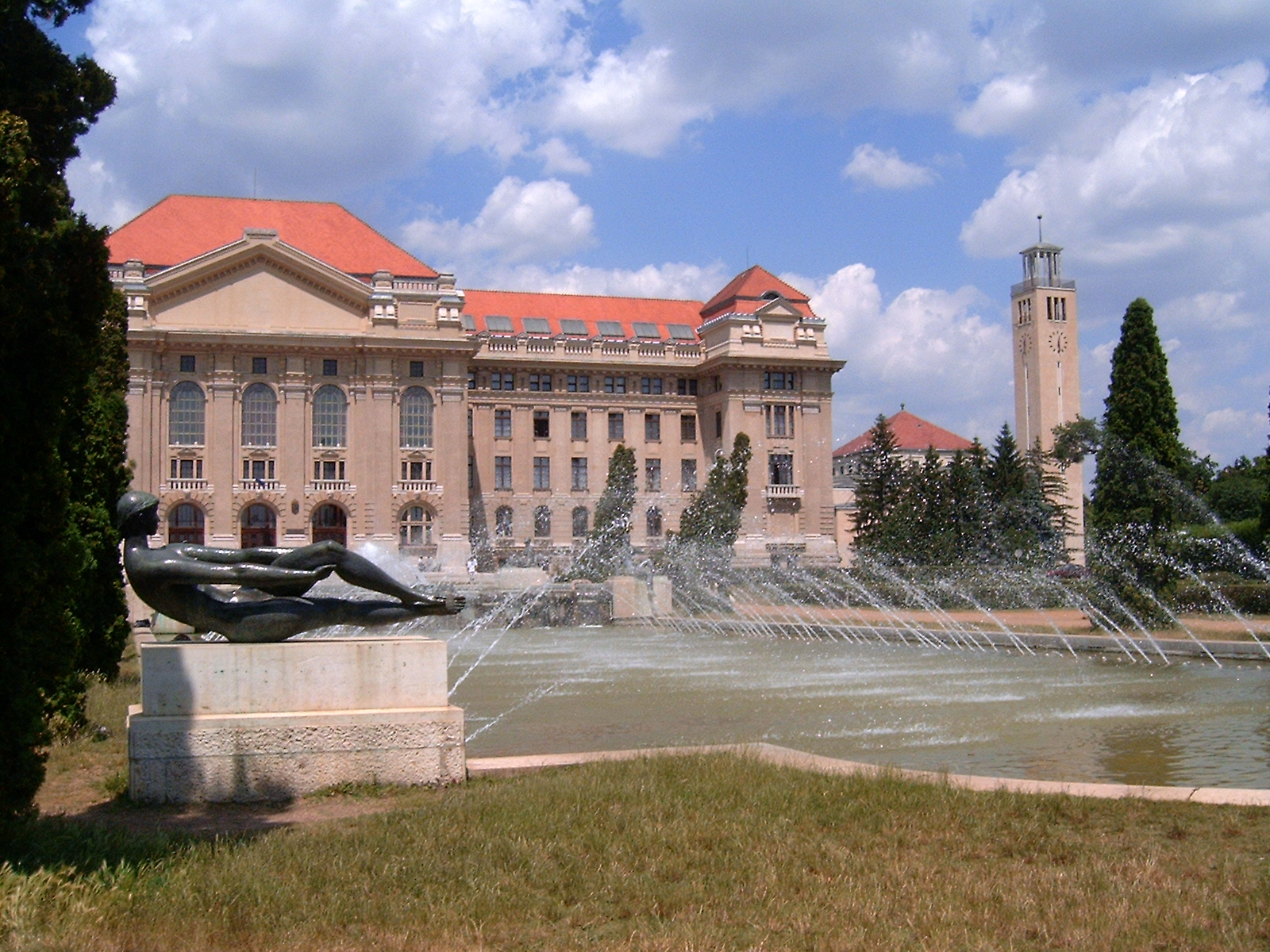
A Debreceni Egyetem főépülete
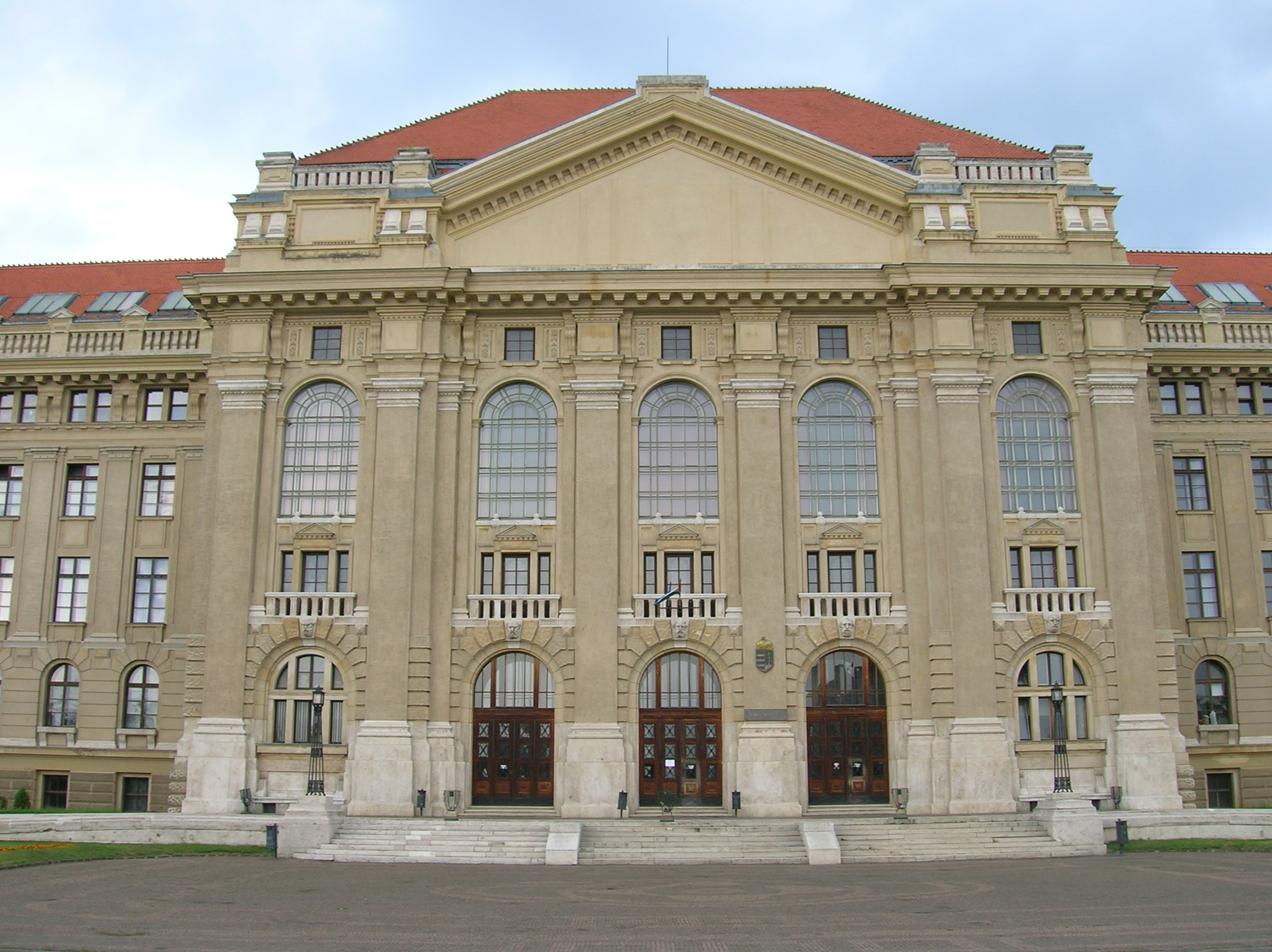
Közelkép
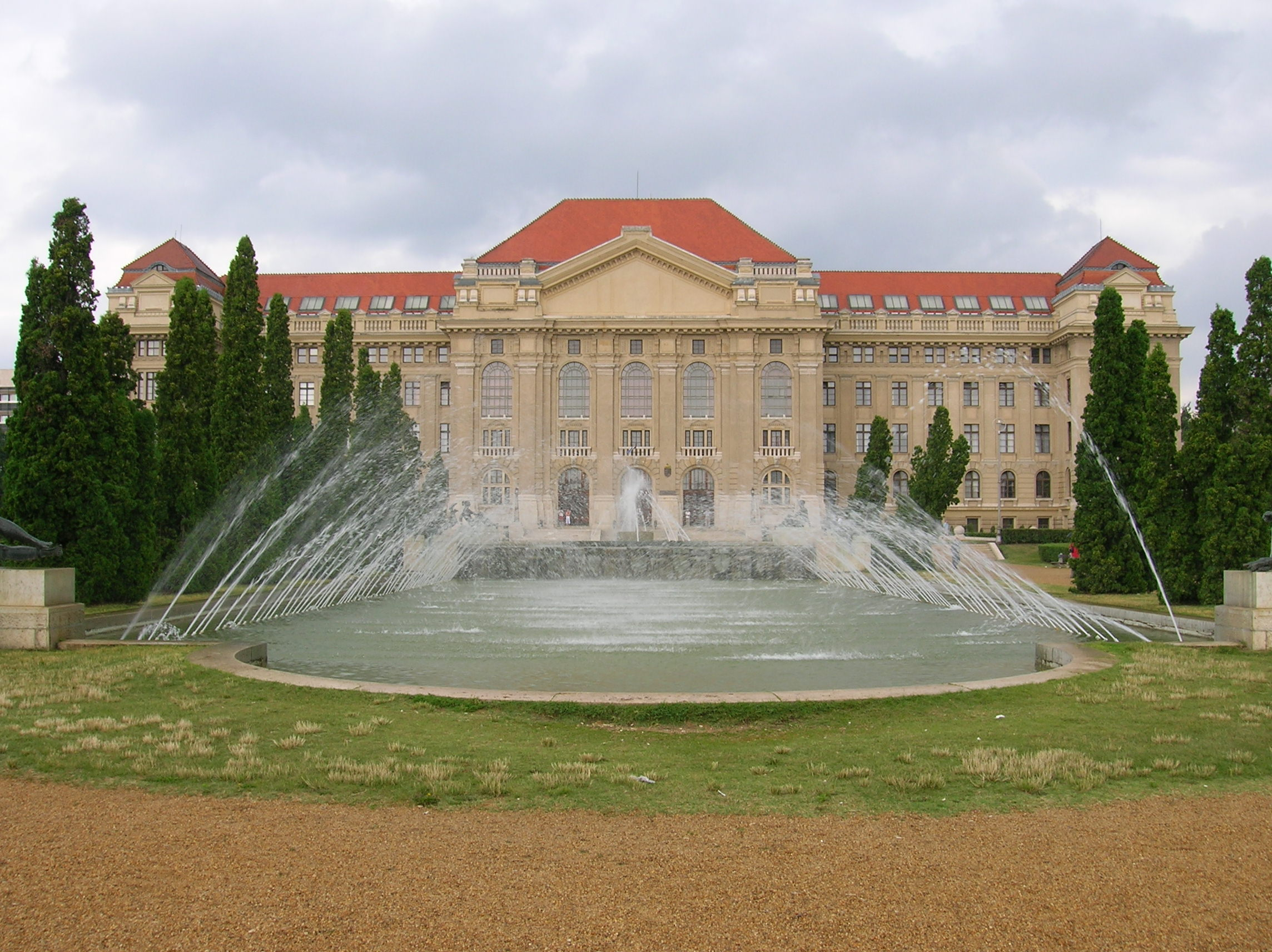
A főépület és a szökőkút
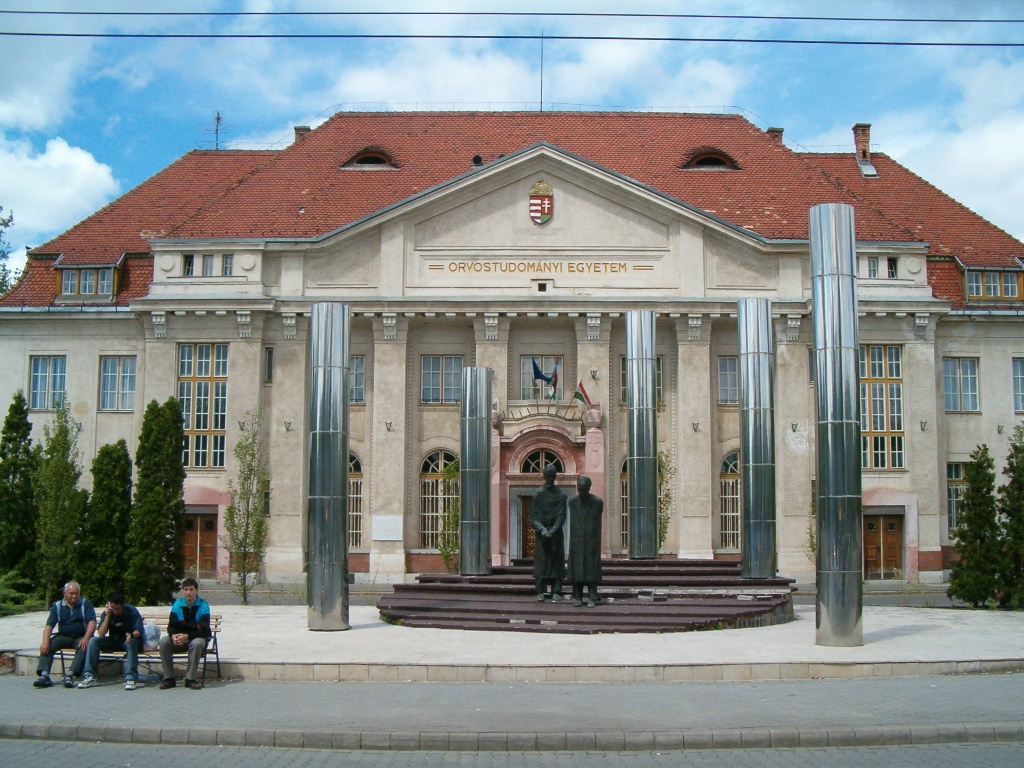
Az Orvostudományi Kar épülete
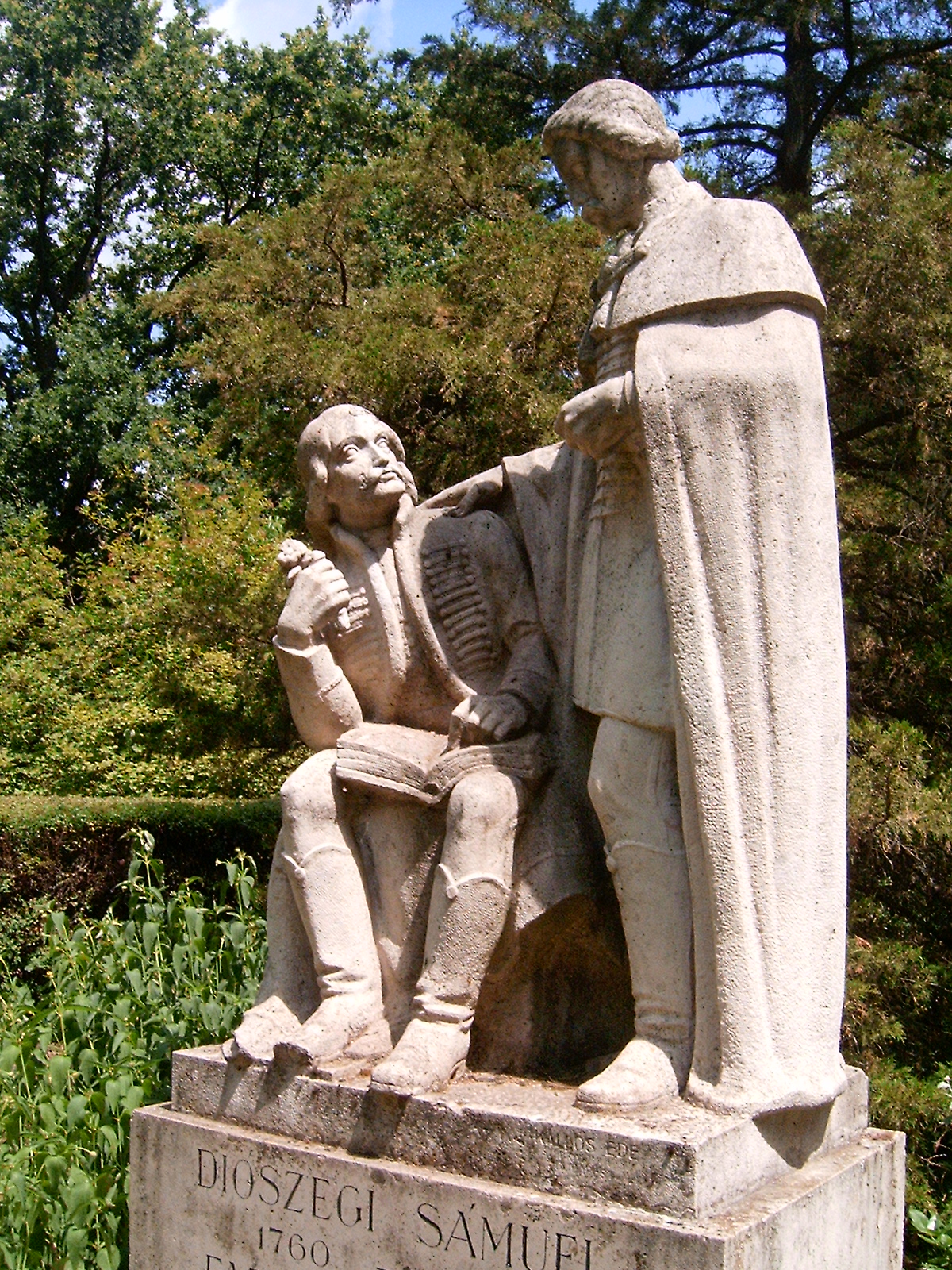
Diószegi Sámuel (botanikus) és Fazekas Mihály szobra az egyetem botanikus kertjében
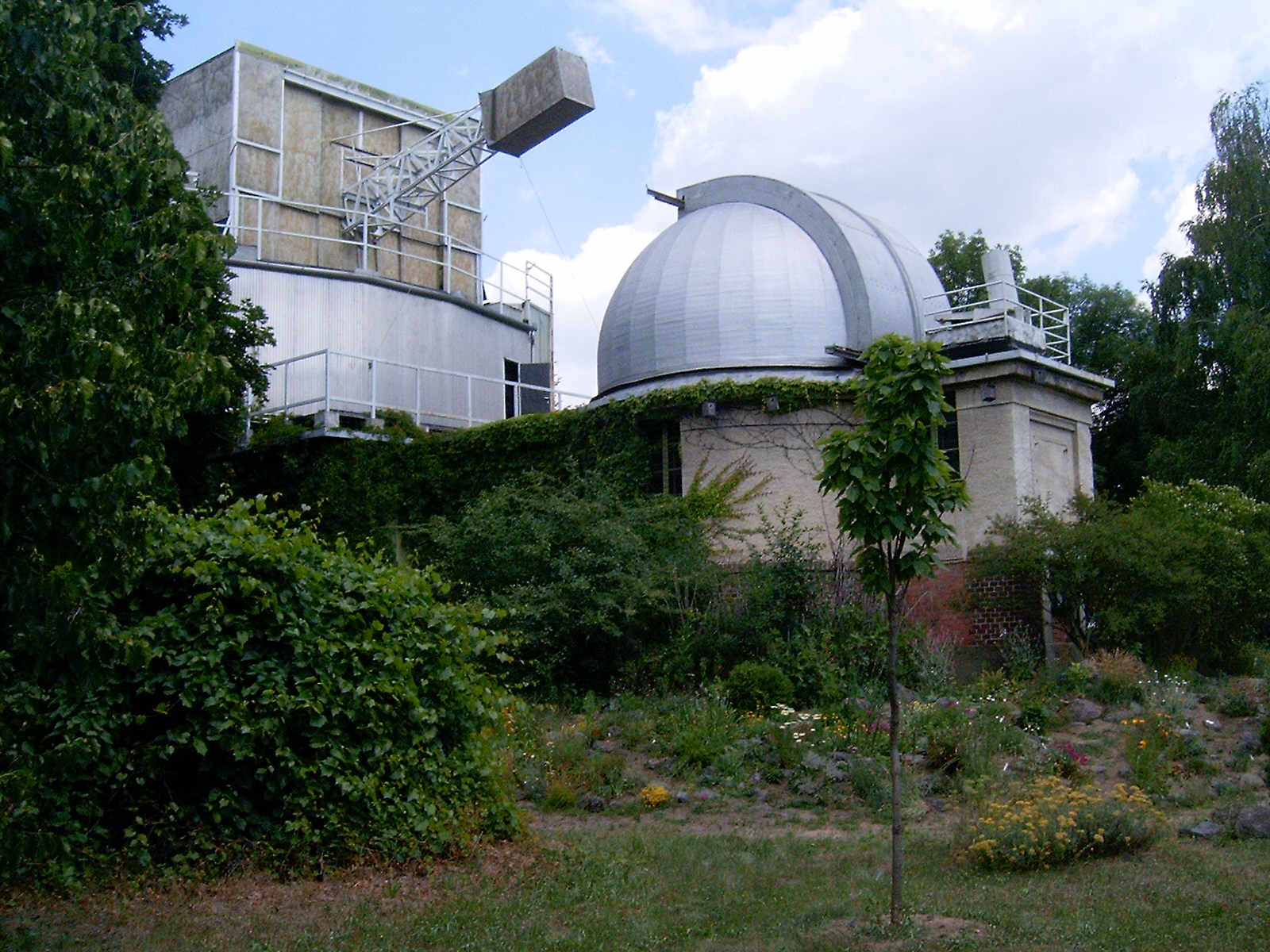
Az MTA Napfizikai Obszervatóriuma a botanikus kertben
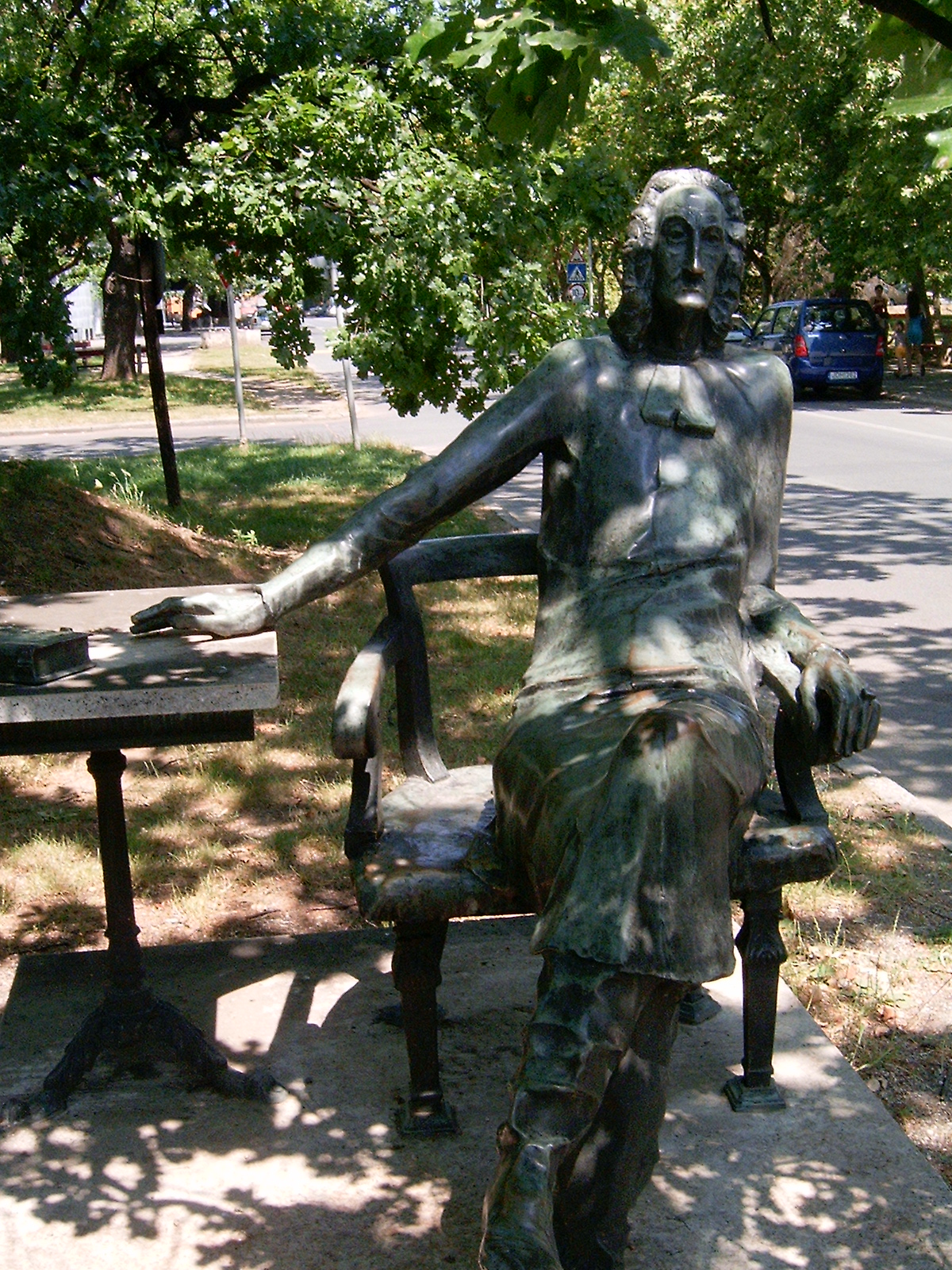
Hatvani István szobra a főépület szomszédságában
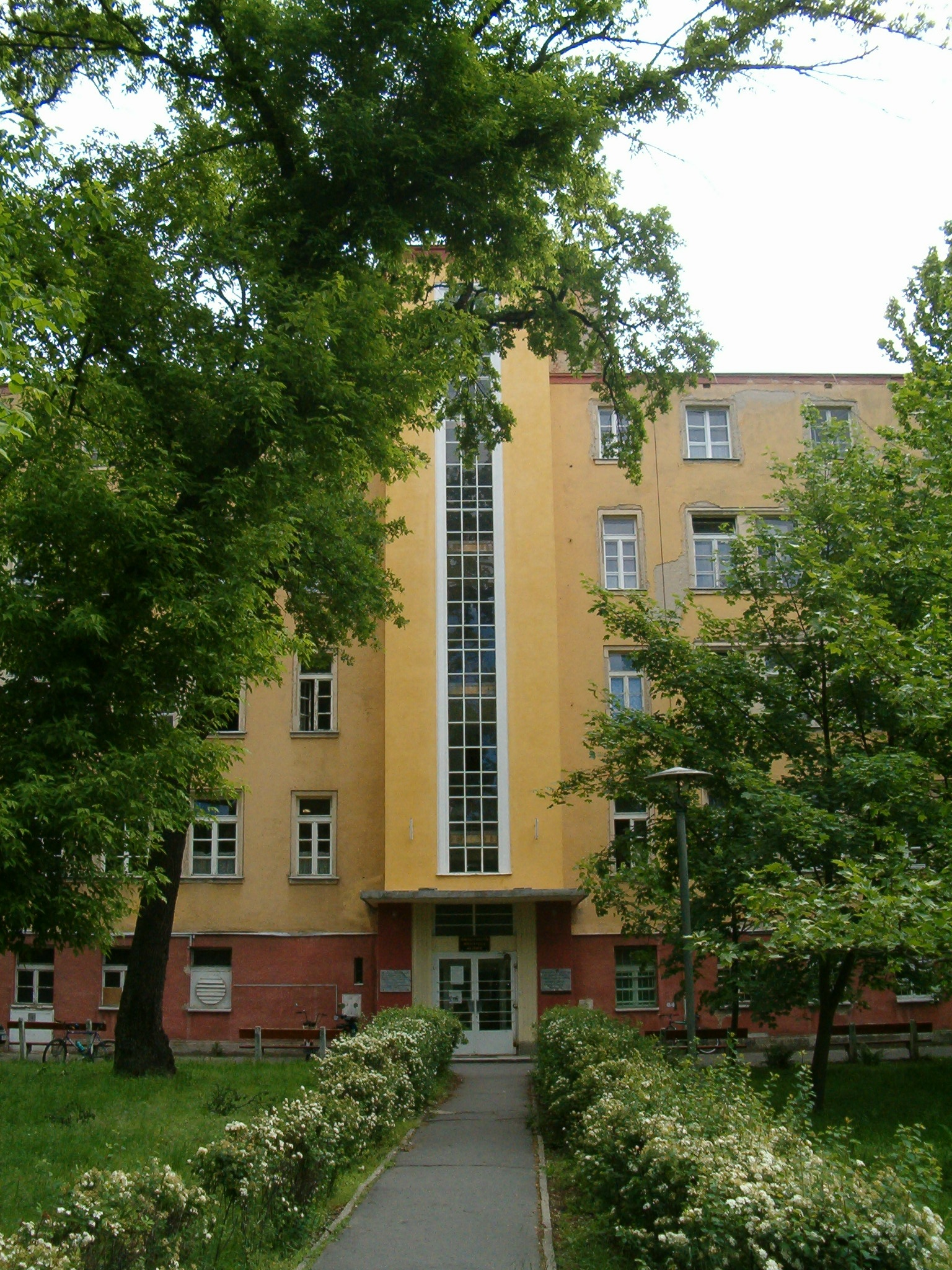
A  volt Benczúr Gyula kollégium
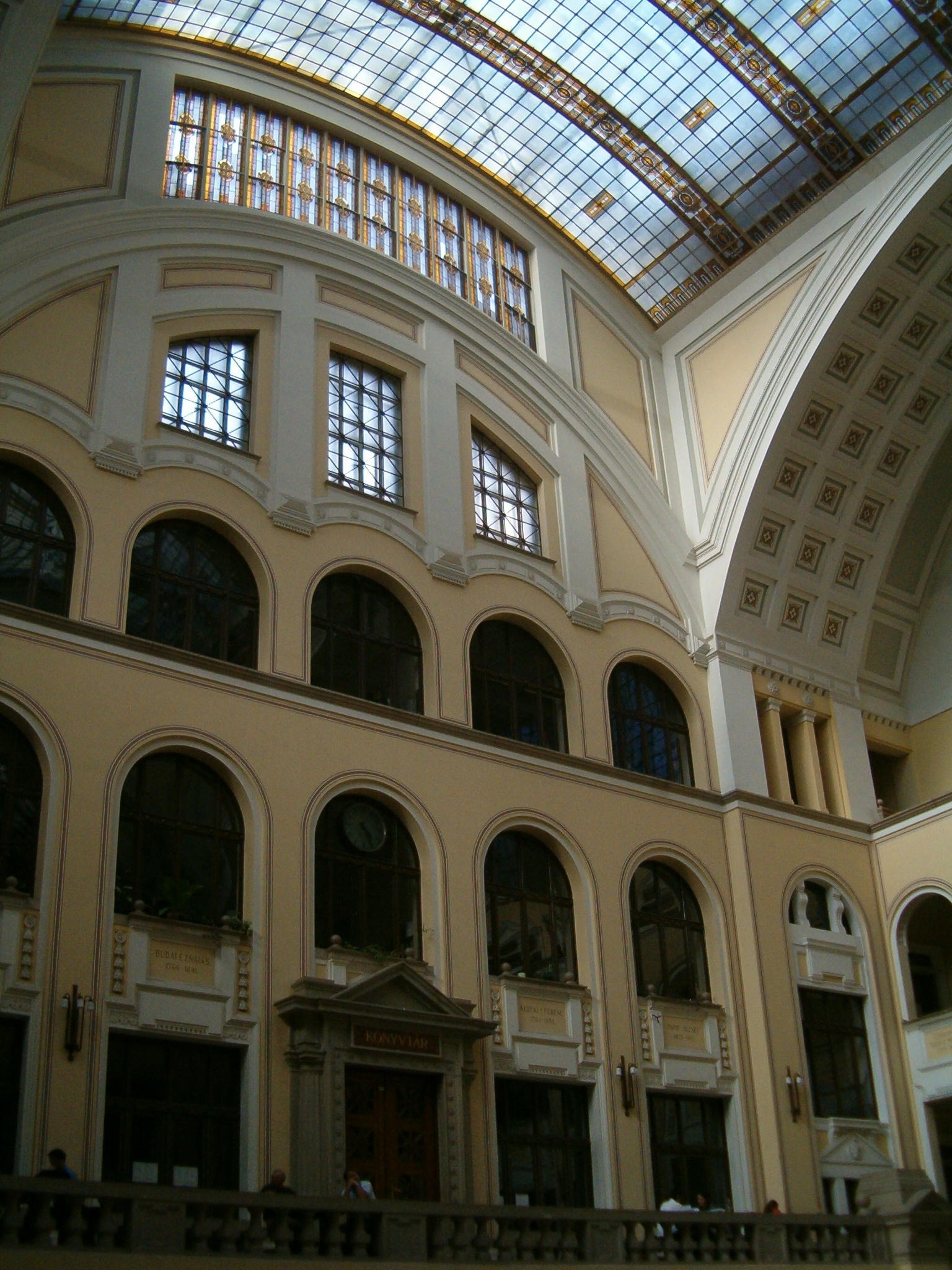
Az egyetem főépületének díszudvara
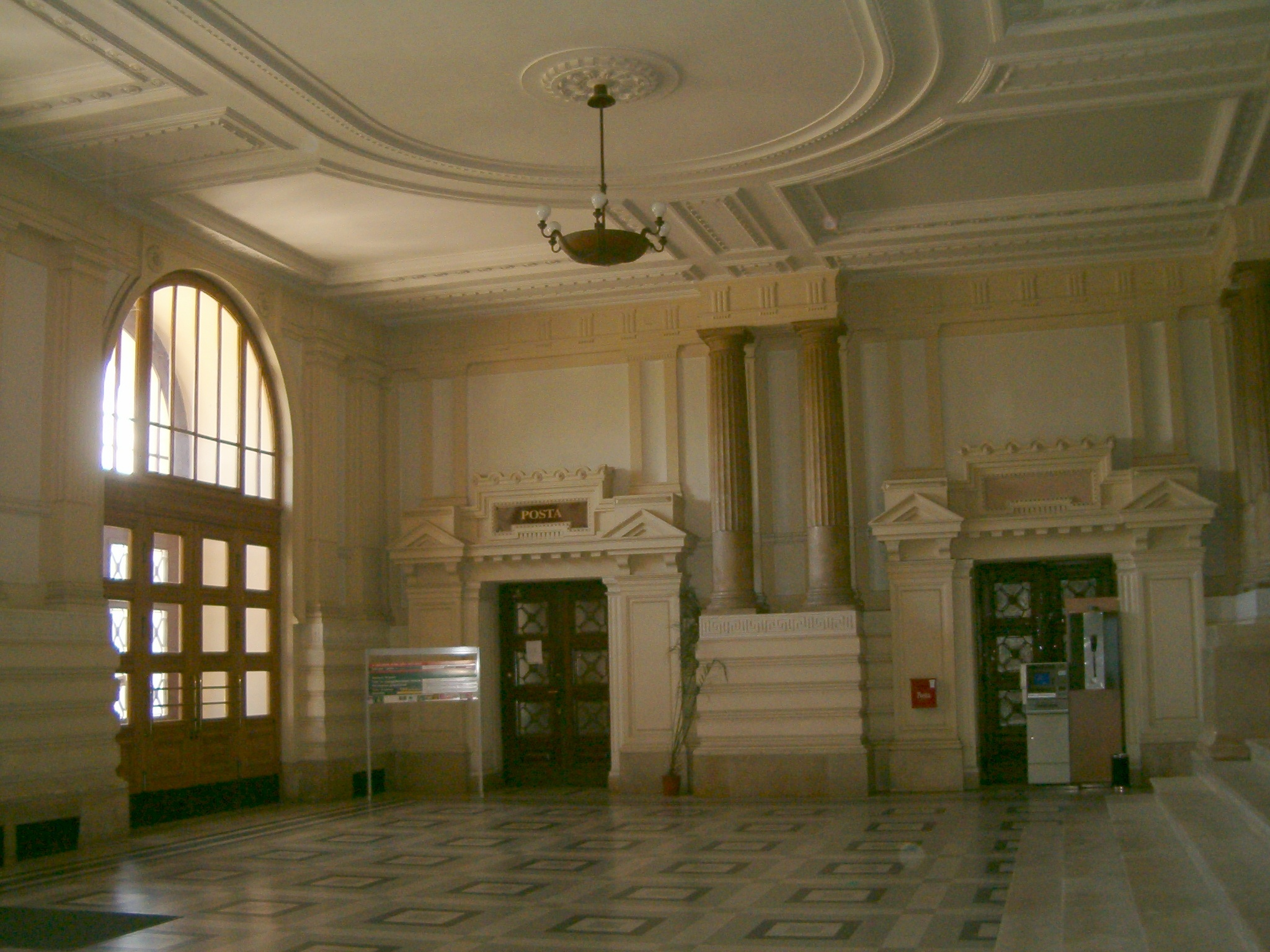
Az egyetem főépületének előcsarnoka
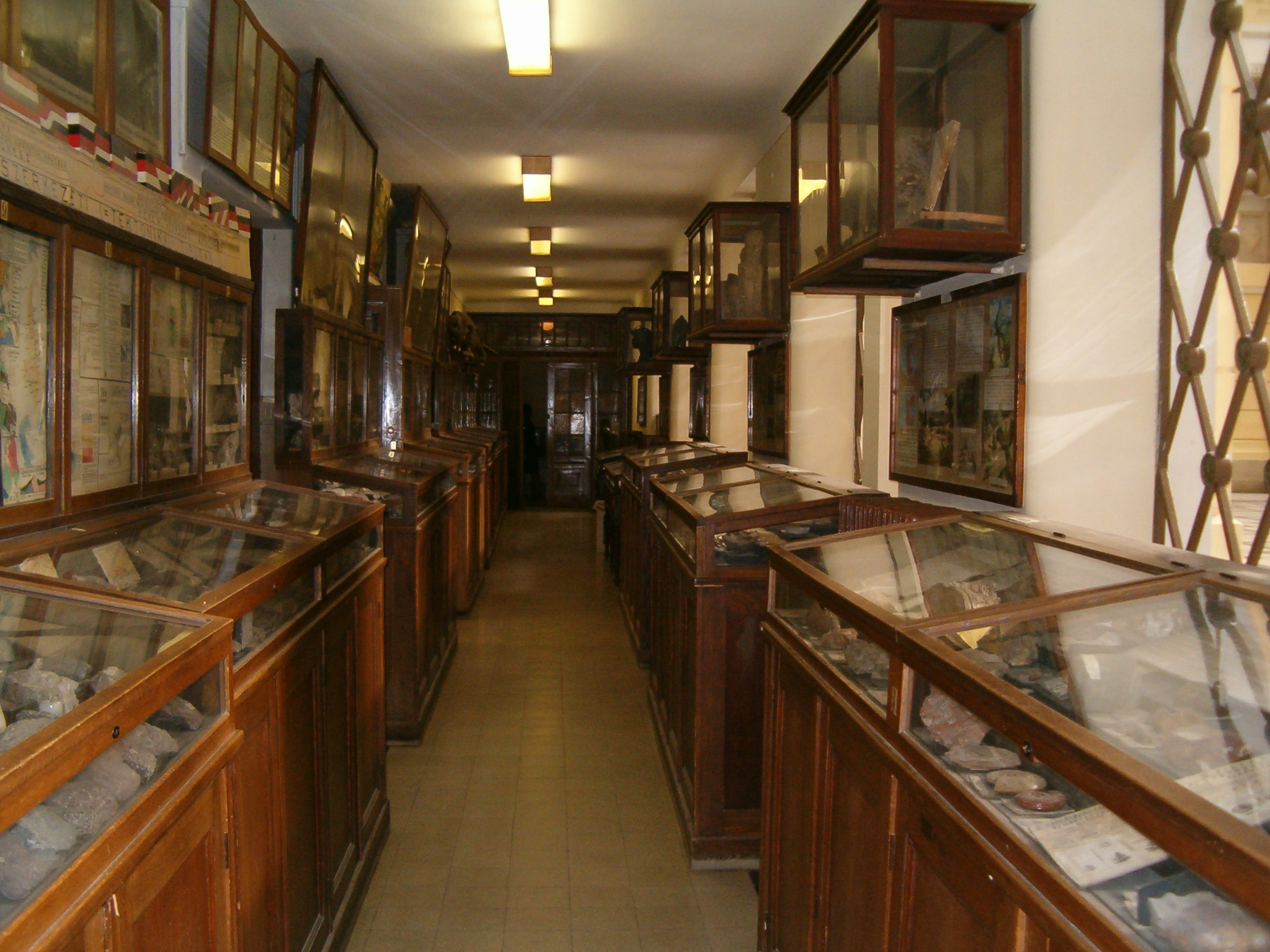
Az egykori Ásványtani Intézet volt folyosója a főépületben, ma az intézet Ásvány- és Földtani Tanszék néven a Kémia Épületben található
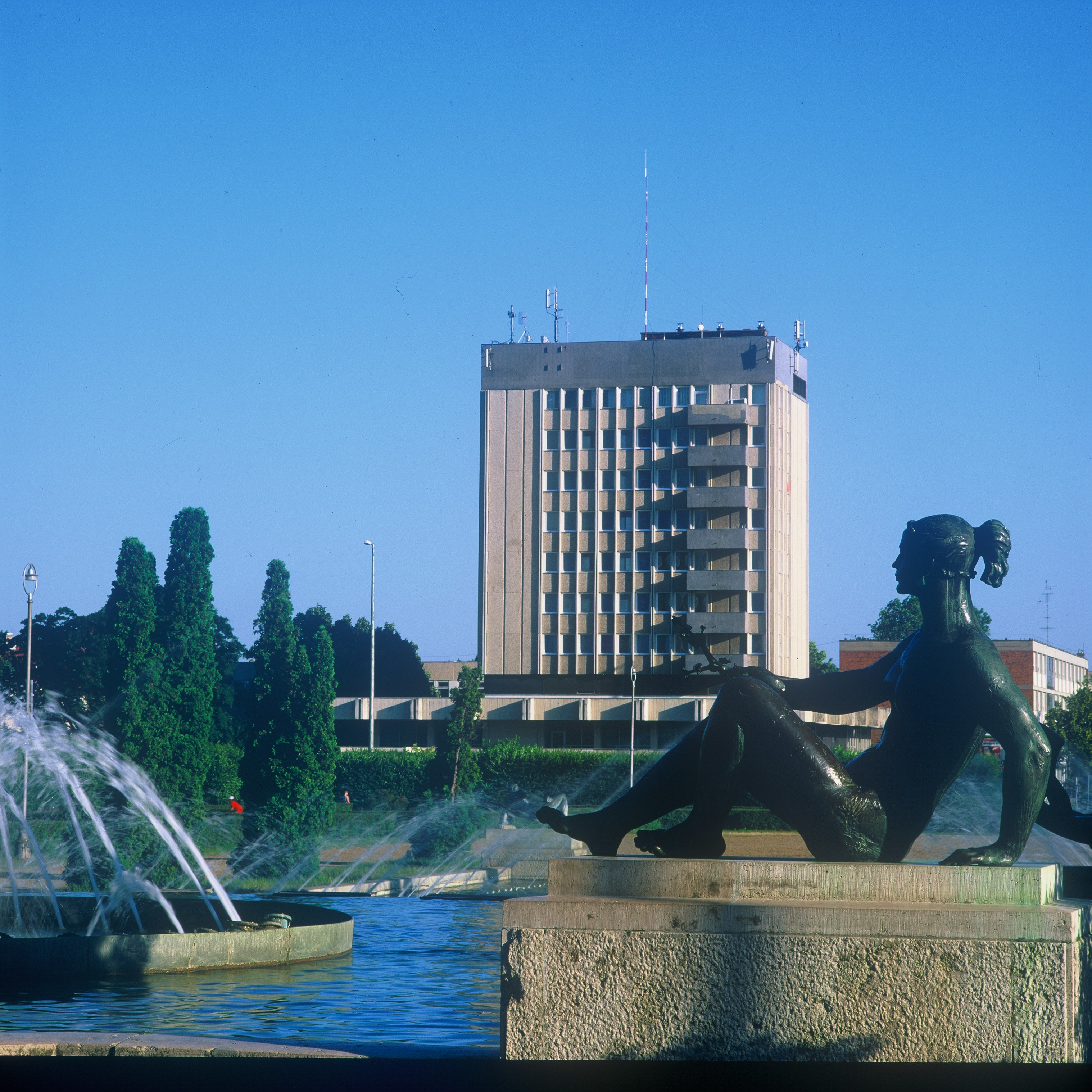
Zeneművészeti kar
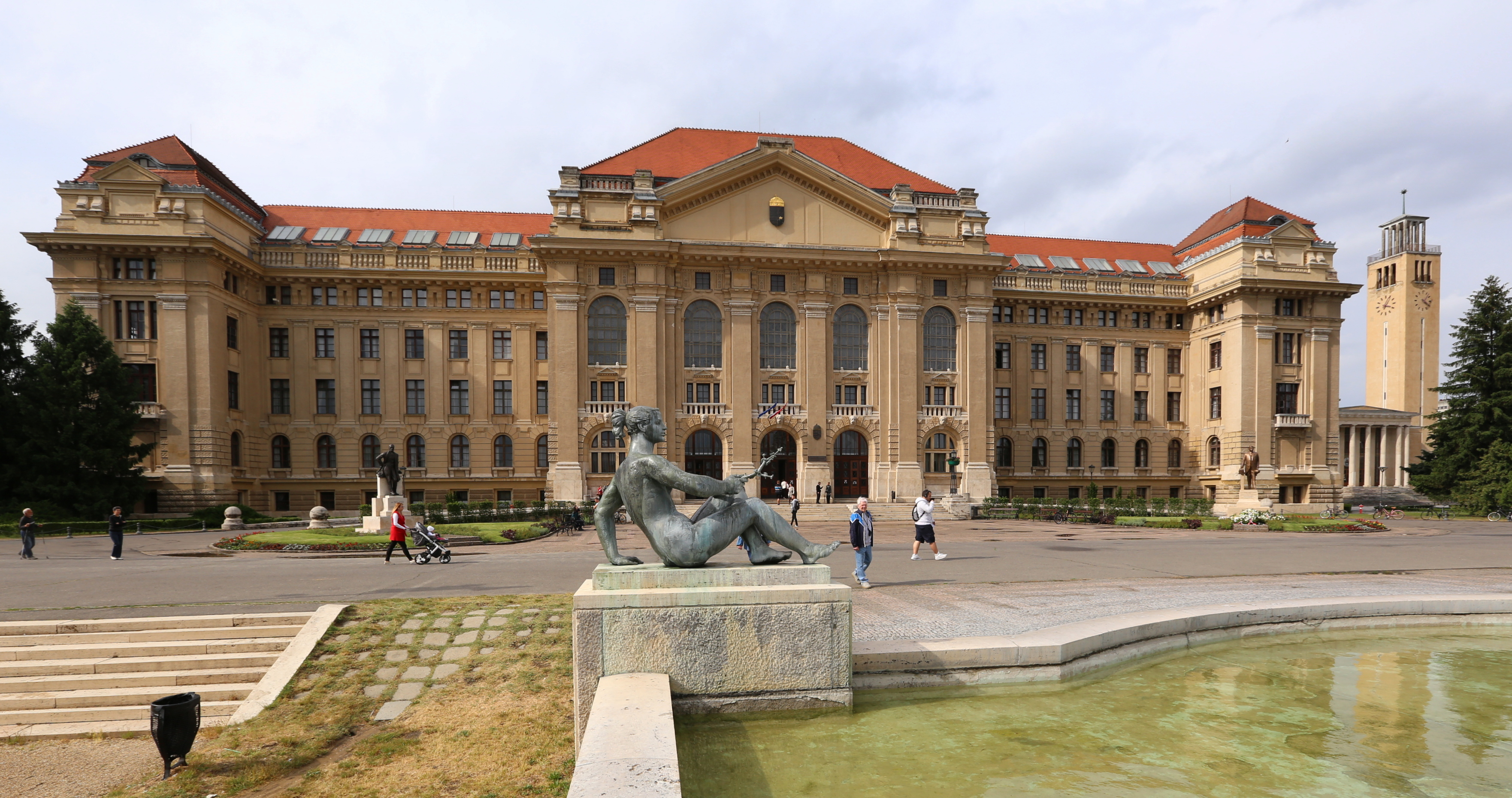
A Főépület 2018-ban
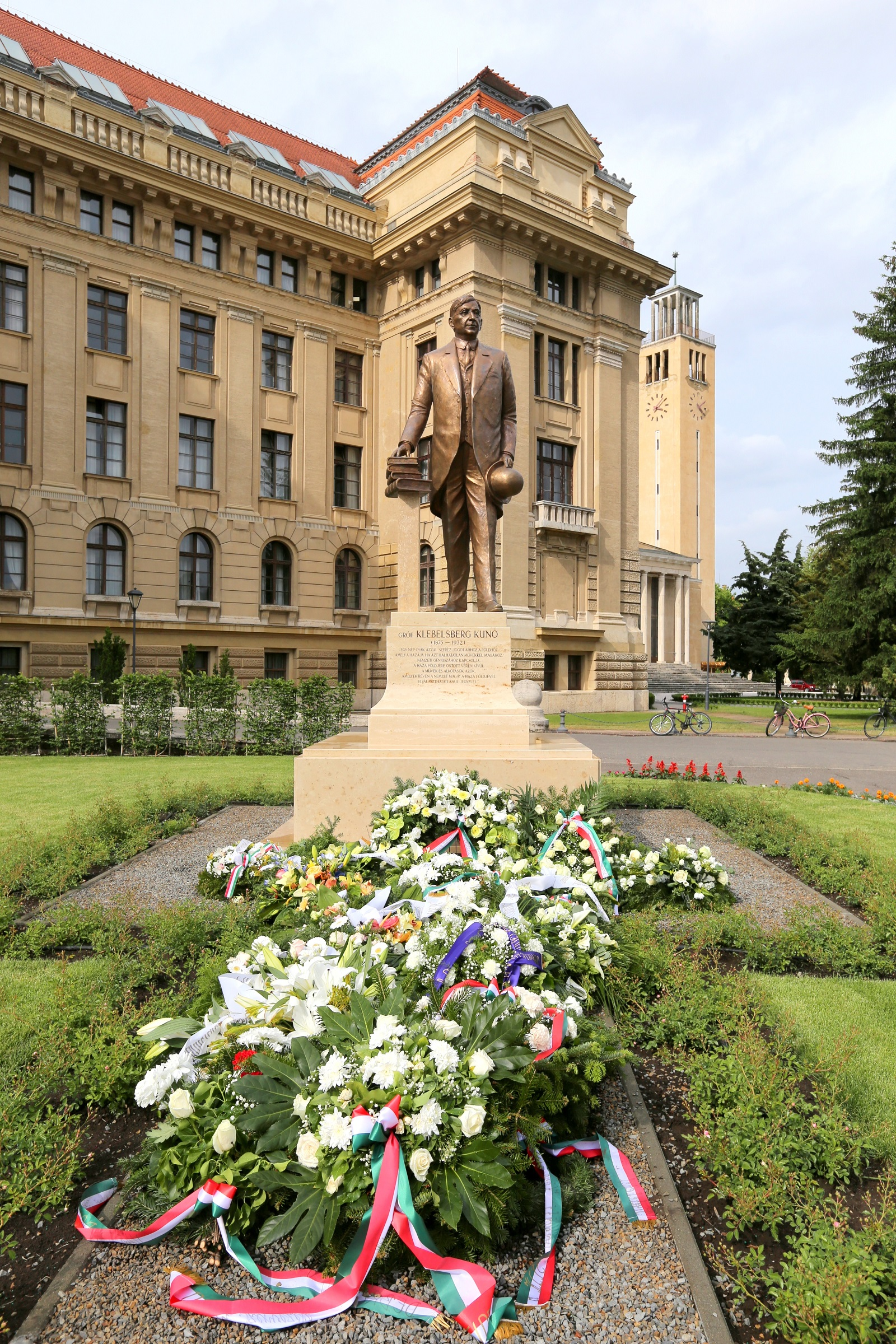
Klebelsberg Kunó szobra az Egyetem előtt